# Chaim Rumkowski
Chaim Mordechaj Rumkowski (27 de febrero de 1877 - 28 de agosto de 1944) fue un político y empresario judío que desempeñó el cargo de presidente del Judenrat o Consejo Judío de gobierno del gueto de Lodz (Polonia) durante la época del Holocausto nazi.
Durante su administración colaboró y cooperó con los nazis con el cuestionable propósito de sacrificar a unos cuantos judíos del gueto para salvar al resto, aunque, si este era su propósito, fracasó, ya que en 1944 el gueto fue destruido y todos sus habitantes, él incluido, enviados al campo de concentración de Auschwitz.
Chaim Rumkowski fue, antes de la invasión alemana de Polonia, un hombre de negocios sin éxito, militante sionista y director de un orfanato. El 1 de octubre de 1939 fue nombrado por las autoridades de ocupación alemanas presidente del Gueto de Lodz,  uno de los mayores guetos judíos en Polonia. En este puesto era el líder y máximo responsable ante los nazis del Judenrat o consejo de gobierno del gueto, organismo que debía ocuparse de la organización interna del mismo: distribución de alimentos, higiene, alojamiento, orden público y las operaciones necesarias para garantizar la eficacia de las deportaciones de habitantes del gueto hacia los campos de exterminio.
Rumkowski pareció tomarse su cargo como si de un jefe de Estado se tratara y abusó de él abiertamente: acuñó su propia moneda e imprimió sus propios billetes (apodada el rumkie) y sellos de correos, todos portando su retrato; celebró matrimonios en lugar de los rabinos, golpeaba a los habitantes del gueto como si fueran sus hijos, violaba mujeres (sobre todo niñas, enviando a las que se resistían a los campos de concentración), contrató pintores que creaban dibujos de él siendo adorado por los habitantes del gueto y se desplazaba en una destartalada carroza rodeado por la policía judía obligando a todos aquellos en su camino a cederle el paso (motivo por el cual se le conocía como el rey Chaim I).
Como otros integrantes de los Consejos judíos establecidos por los nazis, probablemente creyó que una diligente colaboración con las labores de exterminio de los judíos europeos serviría para evitar su propia eliminación. Sin embargo, no fue así: fue enviado a Auschwitz junto al resto de su familia donde fue torturado y asesinado a golpes por otros reos judíos parte del Sonderkommando mientras que su familia sobreviviente murió en las cámaras de gas como la mayoría de sus súbditos.

## Primeros años
Chaim Rumkowski nació el 27 de febrero de 1877 en el asentamiento mayoritariamente judío de Ilyno ubicado en la Gobernación de Vítebsk en el entonces imperio ruso, hoy ubicado en Lituania de padres judíos. Nunca terminó ningún tipo de educación básica aunque si terminó su educación religiosa judía, como resultado no hablaba ningún idioma correcta o completamente excepto el yiddish el cual pronunciaba con un fuerte acento lituano.
En 1892 se mudó al zarato de Polonia y finalmente adquirió la ciudadanía polaca. Después de mudarse a Polonia, Rumkowski se asentó en la ciudad de Lodz donde primero fue gerente de una pequeña y posteriormente como agente de seguros. Durante su tiempo vendiendo seguros se convirtió también en director voluntario de un orfanato de niños judíos en Helenowka, un pequeño pueblo ubicado a las afueras de Lodz el cual dirigió entre 1925 y 1939. Durante su administración Rumkowski violo a muchos de los niños que ahí vivían y en cierto punto causó una pequeña epidemia de gonorrea en el orfanato el cual cubrió con la ayuda de un médico judío local que sobrevivió la guerra para contar su historia (Rumkowski se negó a enviar a los niños con gonorrea al hospital aunque muchos estaban en condición grave ya que en esa época aun no existían antibióticos): este doctor jamás cobró por sus servicios sin darse cuenta de que Rumkowski había estado violando a los niños quienes él pensó inicialmente que se habían contagiado a través de ropas de cama o toallas contaminadas (lo cual el doctor sabía que era enteramente posible) hasta que visitó el orfanato para tratar a los niños y desechó esta teoría al ver que era excepcionalmente pulcro.

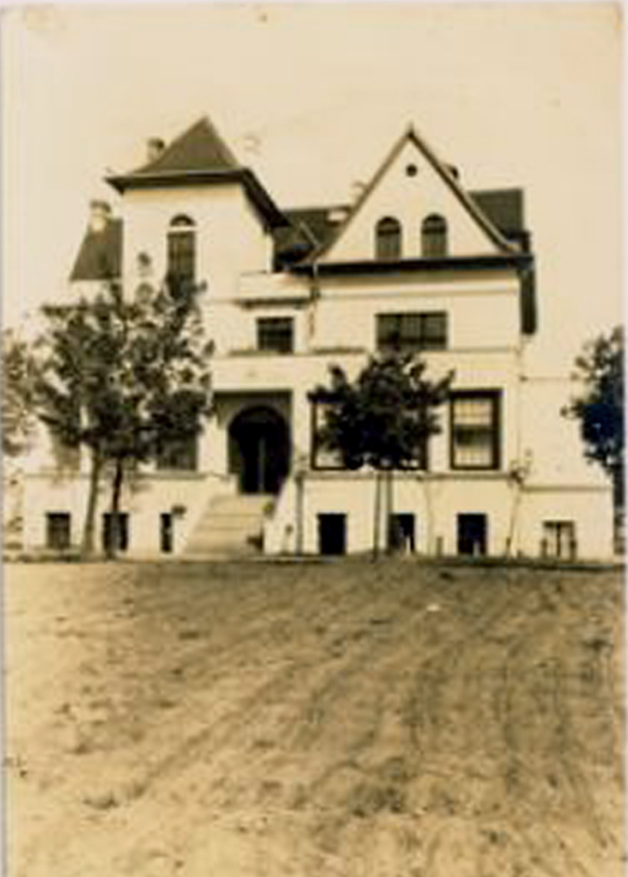
Orfanato judío de Lodz, antes de la Segunda Guerra Mundial

Rumkowski posteriormente mencionaría con pesar que se había tenido que declarar en bancarrota pagándole a las madres de niños que había violado para comprar su silencio ya que algunos de los niños que ahí vivían aun tenían a uno de sus padres con vida pero habían sido enviados ahí porque dicho padre no pudo hacerse cargo de ellos por cualquier razón. Adicionalmente, Rumkowski también malverso y robó los fondos del orfanato y donaciones destinadas al mismo.
Además de su abuso sexual, Rumkoski era temido por todos los niños también por su estilo excesivamente estricto y punitivo.
Rumkowski fue durante toda su vida adulta un devoto y activo zionista. Esto, combinado con su labor aparentemente caritativa como director de un orfanato judío, convirtió a Rumkowski en un líder respetado en la comunidad judía regional.
Rumkowski aseguró ser un pariente del principal ideólogo nazi Alfred Rosenberg con quien decía mantener regular y amistosa correspondencia, algo que hubiera sido improbable dado que dicha correspondencia jamás se ha encontrado, porque el árbol genealógico de todo miembro del partido nazi tenía que ser rastreado minuciosamente por las autoridades y si se encontraba un antepasado judío (sin importar cuan distante) podía significar el fin de su carrera profesional o incluso su vida y aun de haber sido cierto es poco probable que Rosenberg se hubiera arriesgado a mantener dicha relación con un pariente judío de manera abierta o amena.
Rumkowski nunca tuvo hijos y se casó dos veces enviudando una (su segunda esposa murió en las cámaras de gas de Auschwitz).

## Liderazgo del gueto de Lodz
En 1939 Polonia fue invadida por la Alemania nazi, desencadenando la Segunda Guerra Mundial y después de la derrota de Polonia ciertas de sus regiones fueron anexionadas por la Alemania nazi y entre estas áreas se encontraba Lodz. Poco después del inicio de la ocupación nazi, los judíos fueron reubicados forzosamente en ciertos asentamientos conocidos como guetos; alrededor de Lodz se formaría el segundo gueto judío más grande creado por los nazis. 

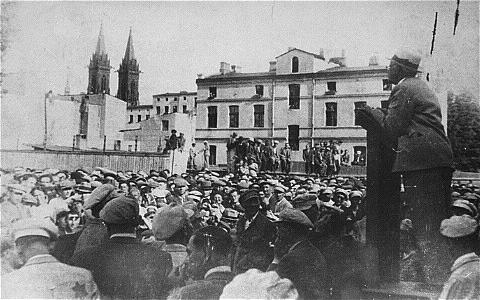
Rumkowski dando un discurso a los habitantes del gueto frente a la antigua estación de bomberos de Lodz en 1941 o 42

Los guetos serían dirigidos por cuerpos o consejos conocidos como Judenrats que se encargaban de regular y determinar cada aspecto de la vida diaria en los guetos como vivienda, racionamiento de alimentos, seleccionar a los judíos que serían deportados a los campos de concentración nazis para ser asesinados y mantener el orden.
El 13 de octubre de 1939, Rumkowski fue escogido como el presidente del Judenrat del gueto de Lodz. No se sabe con certeza como fue que logró obtener el cargo o en que métricas se basaron los nazis para examinar su candidatura y escogerlo; pero se considera que los nazis se sintieron inclinados hacia Rumkowski al encontrar en él una combinación de una completa ausencia de moralidad sumada a extrema debilidad y enorme ambición de poder y respeto; esto es lo que traducía en su nula voluntad para oponer la más mínima resistencia a las más terribles órdenes impuestas por los nazis, como entregar a niños y bebes para su ejecución inmediata. Adicionalmente, después de la conquista nazi de Lodz, Rumkowski fue el único político judío (miembro del Partido General Zionista) que no renunció en protesta, fue el único político judío en alguna posición oficial que quedaba cuando los nazis llegaron y el único dispuesto a trabajar abiertamente con los nazis que para entonces ya eran famosos antisemitas.
Sea como haya sido que Rumkowski fue escogido, se sabe que fue escogido de inmediato por los nazis tan pronto capturaron la ciudad de Lodz en octubre de 1939.
Este último ejemplo consistió en una demostración real de dicha descripción de Rumkawski en lo que fue uno de los episodios más infames del Holocausto cuando los nazis le ordenaron a Rumkawski que entregara a todos los niños menores de 10 años y a todos los ancianos mayores de 65; Rumkowski accedió sin demora e informó a los habitantes del gueto en un discurso en el que mencionó: 

Un terrible golpe ha sido asestado al gueto. Ellos [los nazis] nos están pidiendo que entreguemos lo mejor que tenemos – los niños y los ancianos. Yo no fui merecedor de tener un niño que fuera mío, así que le di los mejores años de mí vida a los niños. He vivido y respirado con los niños. Nunca imagine ser forzado a entregar este sacrificio al altar con mis propias manos. En mí vejez debo estirar mis manos y rogar: ¡Hermanos y hermanas! Padres y madres: ¡Denme a sus niños!

El discurso fue contestado con gran clamor y un gigantesco coro de llantos y quejidos de la multitud. En esa ocasión 20,000 personas fueron deportadas.
Pero a pesar de lo que suponía debió ser una triste tarea, Rumkowski en general pareció disfrutar de su poder ya que lo presumía abiertamente y abusaba del mismo de manera regular: violaba mujeres (sobre todo a niñas menores de edad, habiendo abusado de niñas menores de edad desde décadas atrás) mientras deportaba a las que se le resistían, golpeaba abiertamente a los habitantes del gueto como si fueran sus hijos, contrató pintores para crear imágenes de él caminando por las calles del gueto mientras la gente le arrojaba flores o trataban de abrazarlo, le retiraba raciones de comida a personas que le desagradaban, insultaba abiertamente a sus subordinados en público y se desplazaba en una carreta destartalada rodeado de una multitud de guardias y sirvientes que obligaban a todos frente a la carreta a cederle el paso por lo que los habitantes del gueto le apodaron "Chaim I" cual si fuera un verdadero rey. Sin embargo, Rumkowski si mostró síntomas de depresión en el otoño de 1942 cuando se recrudecieron las deportaciones, pero nunca dejó su cargo, también intentó negociar con los nazis para reducir los números de deportados.
Durante todo su mandato Rumkowski también censuró todo correo (entrante y saliente) y obras de ficción publicadas a través de cualquier medio.
Adicionalmente, también creó su propia divisa (que nombró el "ersatz" pero que era conocida popularmente como "el rumkie"), acuñando sus propias monedas e imprimiendo sus propios billetes, todos portando su efigie; y también imprimió sus propios sellos de correos (también con su rostro).

## El papel de Rumkowski en el Holocausto

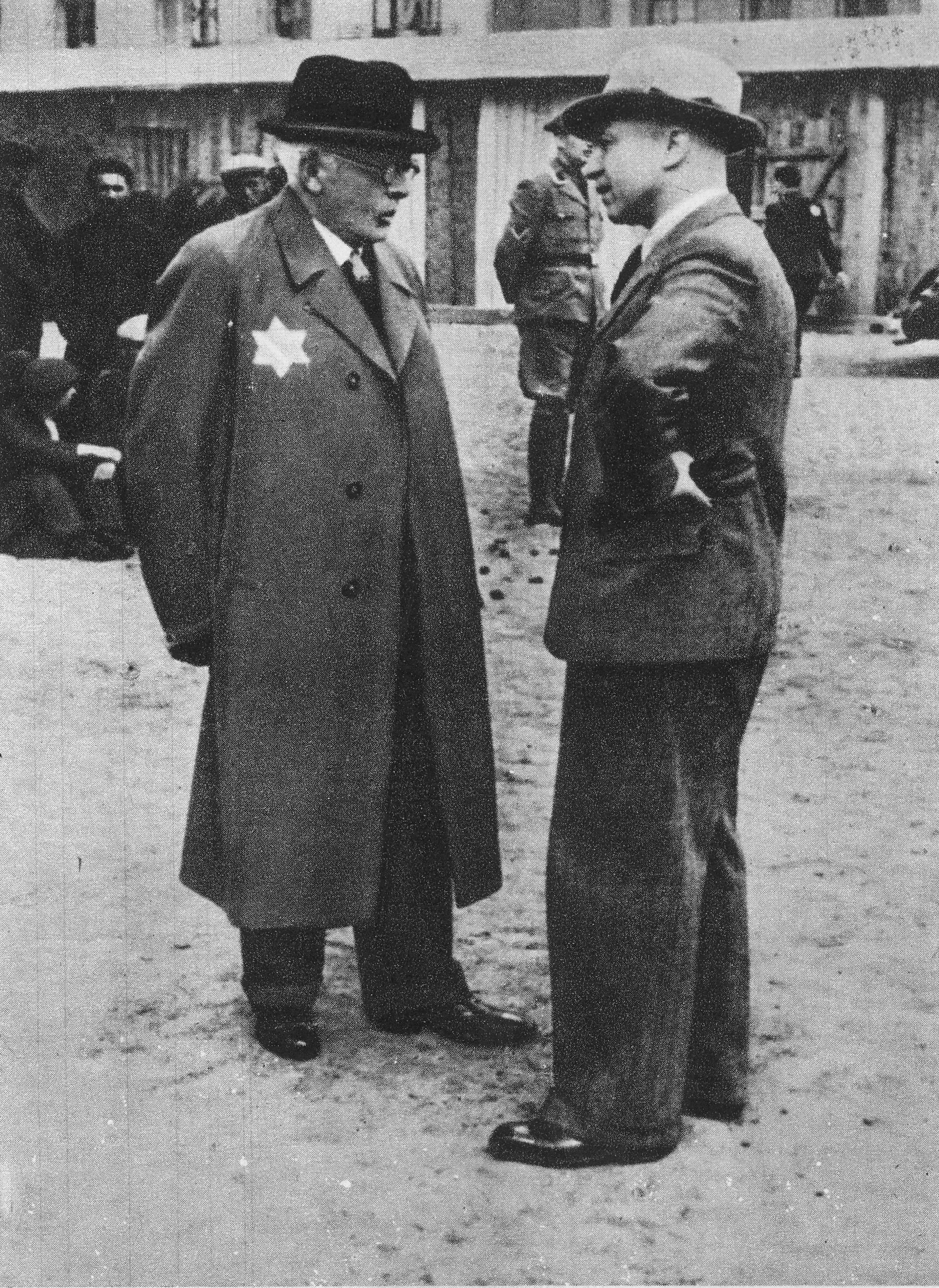
Rumkowski (izquierda) hablando con Hans Biebow, el administrador nazi del gueto de Lodz (ejecutado en 1947)

Rumkowski estableció un gobierno férreo que hizo del gueto de Lodz un modelo de cara a las expectativas nazis, cuyas instrucciones en orden al exterminio de sus habitantes cumplía puntualmente. Su figura ha sido por tanto objeto de varios estudios y debates. Generalmente se le suele calificar de traidor y colaboracionista. Otras veces se le trata de "anciano ambicioso", "megalómano" o "enfermo mental". Lo cierto es que, hayan sido cualés hayan sido sus motivaciones para sus acciones, estando en el poder aprovechó dicha posición de poder en el gueto para cometer numerosas abusos y tropelías sobre sus habitantes, tal como ya se refirió anteriormente.
Algunos investigadores y testigos afirman que actuaba movido por la idea de que ayudando a los nazis a asesinar a algunos habitantes del gueto, se evitaría una matanza total y se ganaría tiempo hasta que cayera el régimen o este decidiera poner fin al exterminio, con lo cual algunos judíos tendrían la oportunidad de sobrevivir; en esencia, sacrificando a unos pocos (quizás los mínimos necesarios) para salvar a la mayoría.
Este argumento se ve parcialmente confirmado por el hecho de que, en las vísperas del inicio de la Segunda Guerra Mundial, Rumkowski (que toda su vida fue un devoto zionista) llegó sorprendentemente a creer que el odio a los judíos expresado abiertamente por Hitler y los nazis sería algo bueno para los judíos porque significaría que los alemanes les crearían a los judíos su propia nación con tal de deshacerse de ellos; Rumkowski incluso hizo planes para después de la guerra como crear un archivo oficial de documentos del gueto para que historiadores después de la guerra pudieran utilizarlos para escribir libros de historia, insinuando que pensaba que él y la comunidad judía sobrevirirían la guerra intactos.
Sin embargo, este argumento también se ve desmentido en hechos negativos relativos a las tropelías y abusos de poder que Rumkowski cometió y que ya han sido ampliamente descritos en secciones anteriores y posteriores de este artículo como su megalomanía, su crueldad innecesaria, sus abusos de poder (como por ejemplo para golpear habitantes del gueto o abusar sexualmente de niñas y mujeres) y su necesidad de complacer a los nazis a cualquier costa al grado de ceder cuando no era necesario como por ejemplo a veces ofrecer más ciudadanos del gueto para la deportación de los que los nazis exigían o en la poca resistencia que muchas veces mostró a las demandas nazis de entregar determinadas cantidades de habitantes a las cuales accedió fácilmente: Peor aún, Rumkowski muchas veces pareció proceder no solo con indiferencia a las demandas nazis de entregar a su gente para ser exterminada sino que mostró iniciativa propia e invirtió esfuerzos innecesarios, de manera que, por ejemplo, a veces enviaría a sus propios guardias personales y a la policía del gueto a detener habitantes señalados y entregarlos forzosamente a los nazis. En otras ocasiones, cuando los habitantes judíos del gueto se manifestaban en huelgas o protestas para pedir mejores condiciones o quejarse de abusos, Rumkowski también enviaba a sus propios guardias y la policía del gueto para disolver violentamente estas demostraciones (resultando en muchas muertes) y en la mayoría de los casos solicitaba que algunos manifestantes fueran brutalizados y otros asesinados como una advertencia para los demás, sin importar si las manifestaciones eran pacíficas o no o si las demandas o quejas eran legítimas o no. Los nazis nunca solicitaban estas acciones por parte de Rumkowski ya que no se inmiscuían ni les importaba tanto los asuntos domésticos del gueto siempre y cuando cumplieran con sus cuotas de producción y entregaran los números de personas que se les solicitaban por lo que esto solo puede indicar un deseo por parte de Rumkowski de participar activa y voluntariamente en las deportaciones.
Cuando en 1941 a Rumkowski se le ordenó organizar las primeras deportaciones masivas al campo de exterminio de Chelmno, intentó negociar con los nazis una rebaja en el número de personas destinadas al sacrificio. No lo consiguió y en los cinco primeros meses del año fueron deportadas 55,000 personas, elegidas por la administración de Rumkowski.
En 1942 recibió la orden de preparar la deportación de todos los niños y ancianos; Rumkowski pronunció su infame discurso, Dadme a vuestros hijos (descrito anteriormente), con el que intentaba convencer a los habitantes del gueto de que colaboraran en la tarea ya que, según él, la entrega ordenada a los nazis de todos los niños menores de diez años, los ancianos mayores de 65 y los enfermos salvaría a las personas útiles. Fueron deportadas en esa ocasión 20,000 personas. Se inició entonces un período sin deportaciones en el que Rumkowski vio la confirmación a lo correcto de su planteamiento. 
Sin embargo, en el verano de 1944, cuando el Ejército Rojo avanzaba sobre Polonia, los alemanes decidieron clausurar el gueto, esto es, asesinar definitivamente a sus habitantes. Entre el 23 de junio y el 14 de julio fueron embarcados hacia Chelmno 7000 judíos, en una operación también coordinada por Rumkowski. Finalmente, en agosto se suspendió el Judenrat, se clausuraron los talleres del gueto y sus últimos habitantes fueron enviados a morir a Auschwitz el 28 de agosto de 1944, entre ellos el propio Rumkowski y su familia: junto con otros colaboradores nazis, Rumkowski sería torturado y asesinado a golpes por judíos parte del grupo Sonderkommando el 30 de agosto de 1944; en sus últimos momentos, se mostró una persona cobarde y se vio tan aterrorizado de su inminente muerte que perdió toda compostura rompiendo en llanto en el suelo y perdiendo el control de sus esfínteres y se orino y defeco en su persona. Su familia fue ejecutada en las cámaras de gas de Birkenau.

## Juicio histórico
El consenso entre casi todos los que han escrito sobre Rumkowski ha sido casi universalmente negativo; sin embargo, varios escritores a lo largo de la historia han pretendido explorar las motivaciones de Rumkowski, no tanto para disculpar o explicar las viles acciones que cometió sino para entenderlo.

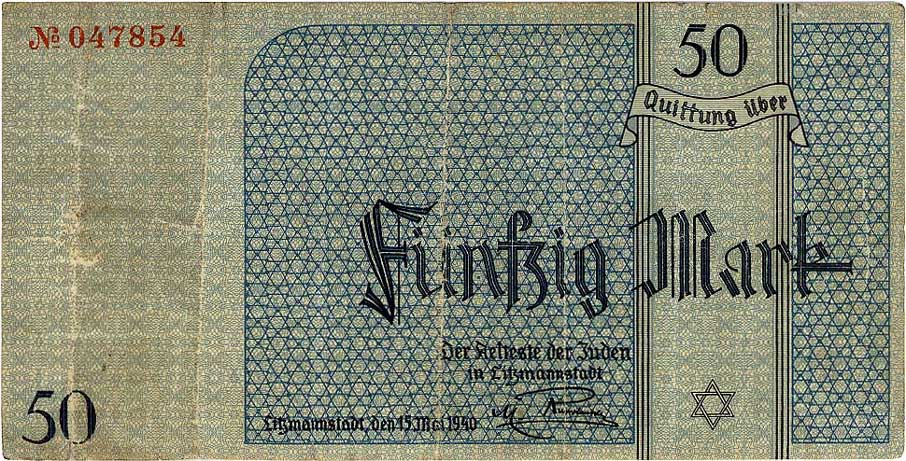
Billete de 50 marcos del gueto de Lódz (Litzmannstadt en alemán) con la firma de Rumkowski.

Rumkowski ha sido considerado a veces como un pragmático que intentó salvar la mayor cantidad posible de vidas judías sacrificando a la menor cantidad posible a cambio, siendo frío y despiadado para realizar tan cruel cálculo porque le fue necesario.
El profesor israelí Yehuda Bauer consideraba que si el gueto hubiese sido liberado en la ofensiva soviética del verano de 1944, justo antes de que el gueto fuese liquidado y sus habitantes enviados a los campos de concentración y cuando el gueto estaba más o menos intacto, entonces Rumkowski hubiera pasado a la historia como un héroe.
Sin embargo, este juicio se ve opacado por el hecho de que Rumkowski fue enormemente cruel con personas necesitadas aun cuando no le era necesario en absoluto, y a que abuso y presumió abiertamente de su poder en las maneras referidas en secciones anteriores. 
Debido a esto, siempre fue odiado por todos los judíos y nazis que lo conocieron y trataron con él; descripciones en común compartidas por la gran mayoría de quienes le conocieron incluyeron los adjetivos autoritario, ignorante (funcionalmente, un analfabeta), grosero, deshonroso, carente de dignidad, bajo, sociopático y repulsivo.
El químico y guerrillero italiano-judío, y sobreviviente del Holocausto, Primo Levi lo juzgó en un término medio mencionando que sus crímenes eran sin duda imperdonables pero que también se dieron en circunstancias extenuantes.
Con esto, no han importado las racionalizaciones y la vasta mayoría de los escritores han expresado una opinión negativa de Rumkowski: El doctor Edward Reicher, un judío que lo conoció personalmente y sobrevivió al Holocausto y documentó mejor que nadie sus predaciones sexuales pederastas dijo que Rumkowski era un "lunático" y "megalómano" que padecía de un "delirio de persecución".
La escritora judía y sobreviviente del Holocausto Lucille Eichengreen trabajo para Rumkowski como su asistente en su oficina durante meses donde fue abusada sexualmente, física y psicológicamente por Rumkowski.
La escritora judía Hannah Arendt lo tenía en muy baja consideración, calificándolo de egoísta y como uno de los peores y más bajos ejemplos de liderazgo vistos durante la Segunda Guerra Mundial.

## Filmografía
- Los actos de Rumkowski en el gueto de Lodz son mencionados en el segundo episodio del documental de 2005 de la BBC Auschwitz: Los Nazis y "La Solución Final".
- Sus vida y actos son mencionados en el documental sueco La historia de Chaim Rumkowski y los judíos de Lodz (The Story of Chaim Rumkowski and the Jews of Lodz).

## Obras citadas
- Trunk, Isaiah (2006).  Shapiro, Robert Moses, ed. Lódz Ghetto: A History (Robert Moses Shapiro, trad.) [El gueto de Lodz: Una historia]. Monograph Series (en inglés) 1. Prefacio por Jacob Robinson, introducción por Israel Gutman. Bloomington, Estados Unidos: Indiana University Press/United States Holocaust Memorial Museum. ISBN 9780253347558. LCCN 2006281756. OCLC 506186300 – vía Google Books.
- Reicher, Edward (29 de marzo de 2013). Country of Ash: A Jewish Doctor in Poland, 1939-1945 (Magda Bogin, trad.) [Nación de cenizas: Un doctor judío en Polonia, 1939-1945] (en inglés). Prefacio por Magda Bogin, introducción por Elisabeth Bizouard-Reicher, basado en la traducción original de Jessica Taylor-Kucia. Nueva York, Estados Unidos: Bellevue Literary Press. ISBN 9781934137451. LCCN 2012046157. OCLC 909495568 – vía Google Books.